# Flughafen Sulaimaniyya

i7
i11
i13
Der Internationale Flughafen Sulaimaniyya (IATA-Code: ISU, ICAO-Code: ORSU) ist ein Flughafen zwölf Kilometer außerhalb der Stadt Sulaimaniyya in der Autonomen Region Kurdistan im Irak. Der Flughafen hat sowohl Anlagen für Fracht als auch Passagiere. Der Internationale Flughafen Sulaimaniyya hat drei Terminals für Abflug, Ankunft und VIP. Der Bau des Flughafens begann im November 2003 und die Einweihung war am 20. Juli 2005.